# Siroe, re di Persia

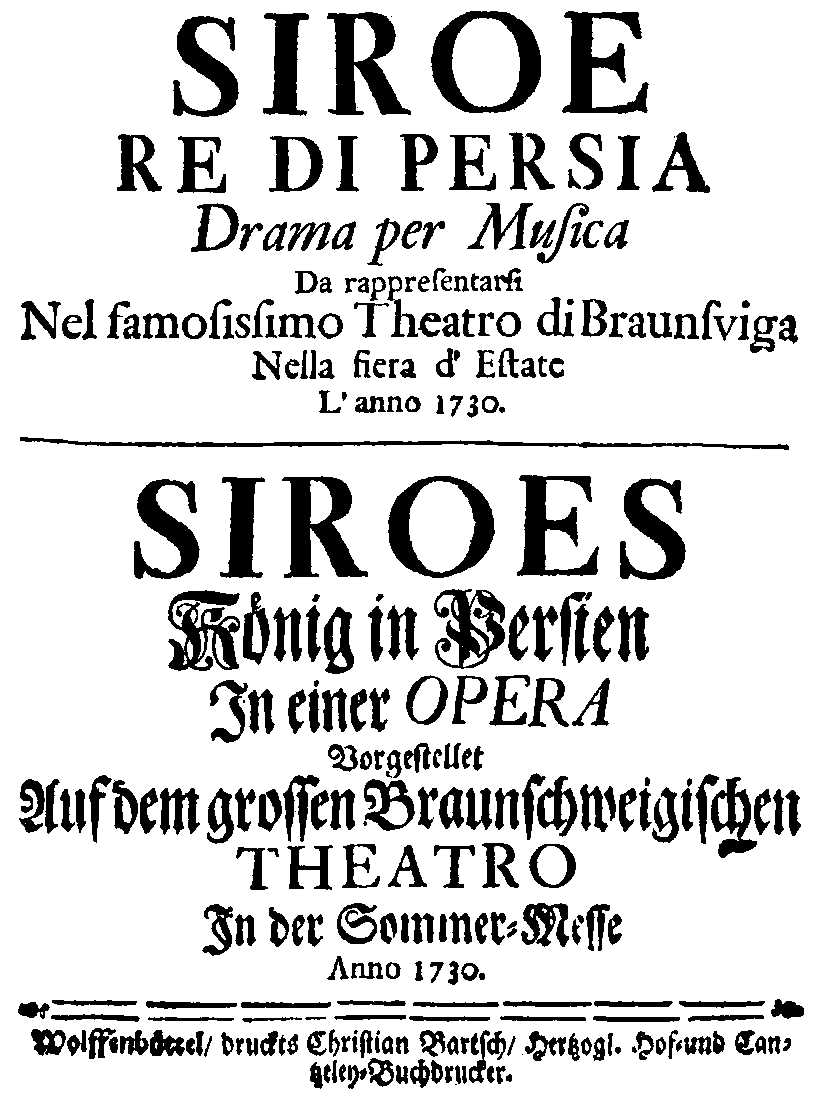
Page de garde du livret de la pièce

Siroe, re di Persia (Siroes, roi de Perse, HWV 24)  est un opera seria en trois actes de Georg Friedrich Haendel dont la première représentation eut lieu le 17 février 1728 au King's Theatre de Londres. 
Le texte en italien est une adaptation par Nicola Francesco Haym du second livret d'opéra composé par Métastase, livret déjà mis en musique par d'autres compositeurs (Leonardo Vinci, Giovanni Porta en 1726, Antonio Vivaldi, Domenico Sarro et Nicola Porpora en 1727) et qui le sera au total plus d'une trentaine de fois, en particulier par Johann Adolf Hasse en 1733. 
Avant-dernier opéra composé pour la Royal Academy of Music qui va bientôt disparaître, Siroe est le premier représenté à Londres sur un livret de Métastase, alors en passe de devenir le principal pourvoyeur de livrets d'opera seria en Europe et le premier des trois que Haendel mettra en musique (avant Poro et Ezio).
La distribution réunissait trois des plus célèbres chanteurs de l'époque, le castrat Senesino et les deux divas rivales Francesca Cuzzoni et Faustina Bordoni.  
L'intrigue est fondée sur des évènements historiques concernant le souverain sassanide Kavadh II, autre nom de Siroes (ou Shiruyih  - grec : Shirôyé),

## Rôles
| Rôle                 | Tessiture | Première distribution, 17 février 1728 |
| -------------------- | --------- | -------------------------------------- |
| Siroe                | castrat   | Senesino                               |
| Emira                | soprano   | Faustina Bordoni                       |
| Laodice              | soprano   | Francesca Cuzzoni                      |
| Medarse              | castrat   | Antonio Baldi                          |
| Cosroe, roi de Perse | basse     | Giuseppe Maria Boschi                  |
| Arasse               | basse     | Giovanni Battista Palmerini            |

## Représentations
Rencontrant un succès limité, Siroe bénéficia cependant de 18 représentations alors qu'était produit The Beggar's Opera, prenant en dérision l'opéra italien.
Il ne fut jamais repris par Haendel, mais produit à Brunswick de son vivant (1730 et 1735) ; après quoi il fallut attendre jusqu'en 1925 pour le voir représenté à Gera. Depuis lors, l'œuvre reste assez peu représentée et enregistrée.

## Discographie
- Siroe, Re di Persia - Ann Hallenberg, Johanna Sotjkovic, Sunhae Im, Gunther Schmid, Sebastian Noack, Timm de Jong - Cappella Coloniensis dir. Andreas Spering - 2 CD Harmonia Mundi (2004)